# Kessen II
Kessen II (Japans: 戦ＩＩ) is een videospel dat werd ontwikkeld en uitgegeven door Koei. Het spel kwam in 2001 uit voor het platform Sony PlayStation 2. In kwam het spel beschikbaar voor de PlayStation 3 via PlayStation Network.
Voordat China uit elkaar viel tijdens de Three Kingdoms periode, was Lui Bei de laatste nazaat van de Han dynasty die streed om de heerschappij over de Xu provincie te behouden. Het mandaat van de Hemel bepaalt wie de heerser over china zal zijn en Lui Bei's geliefde, Diao Chan, is de bewaakster ervan. Cao Cao, zijn boosaardige rivaal, krijgt hiervan lucht en gaat in de aanval tegen de hoofdstad Xuchang, waarbij hij Diao Chan ontvoerd. Hierdoor ontstaat een groot oorlog in China. De speler kan het spel als Lui Bei of Cao Cao spelen en het lot van het land te bepalen. Het perspectief van het spel wordt met bovenaanzicht in de derde persoon getoond. Het spel omvat 30 stages en kan tegelijkertijd 500 simultane karakters bewegen.

## Ontvangst
| Beoordeeld door    | Jaar | Platform      | Score |
| ------------------ | ---- | ------------- | ----- |
| games xtreme       | 2002 | PlayStation 2 | 90%   |
| PSX Extreme        | 2001 | PlayStation 2 | 85%   |
| 4Players.de        | 2002 | PlayStation 2 | 84%   |
| IGN                | 2001 | PlayStation 2 | 84%   |
| Gamers.at          | 2002 | PlayStation 2 | 81%   |
| Gamekult           | 2001 | PlayStation 2 | 80%   |
| Eurogamer.net (UK) | 2002 | PlayStation 2 | 80%   |
| GameSpot           | 2001 | PlayStation 2 | 77%   |
| Jeuxvideo.com      | 2002 | PlayStation 2 | 75%   |
| GamePro (US)       | 2001 | PlayStation 2 | 60%   |